# Утопія (Доктор Хто)
Утопія (англ. Utopia) — одинадцятий епізод третього сезону поновленого британського науково-фантастичного телесеріалу «Доктор Хто». Уперше транслювався на телеканалі BBC One 16 червня 2007 року. Епізод є першою частиною трисерійної історії разом з епізодами «Барабанний бій» та «Останній Володар Часу». Епізод слугує для того, щоб знову представити Майстра в телесеріалі (грає Джон Сімм) — іншопланетний Володар Часу, який був ворогом Доктора у класичному телесеріалі, та який раніше з'являвся у телевізійному фільмі 1996 року «Доктор Хто».
Події епізоду відбуваються через 100 трильйонів років у майбутньому, незадовго до теплової смерті Всесвіту. За його сюжетом професор Яна (грає Дерек Джейкобі) намагається відправити останніх представникі людства в ракеті до місця під назвою «Утопія».

## Сюжет
Капітан Джек Гаркнесс, колишній супутник Доктора, залишається на Землі і облаштовується в Кардіффі 21 століття, щоб чекати Доктора, знаючи, що він врешті-решт приземлиться там, щоб заправитись енергією Розлому Кардіффа. Доктор висаджує TARDIS у Кардіффі, щоб заправитись. Він бачить, як Джек мчить у напрямку TARDIS, тому Доктор покидає Кардіфф на кораблі. Джек хапається за зовнішню оболонку, внаслідок чого TARDIS летить до часового кінця Всесвіту, намагаючись позбавитись його. Джек помирає в дорозі, але відроджується через секунди, оскільки не може залишатися мертвим. Коли вони досліджують планету Малькассайро, Доктор, Джек та супутник Доктора Марта зустрічаються з Падрою — чоловіком, що втікає від гуманоїдів-канібалів під назвою майбутники.
Доктор, Джек та Марта допомагають Падрі дістатися до бази на планеті, на якій знаходиться ракета, яка повинна перевезти останніх представників людства до «Утопії». Також вони зустрічають старого професора Яну та його помічницю-інсектоїда Шанто. Професор просить Доктор подивитися на їх ракетний двигун, щоб визначити, чому він не запускається, і Доктор допомагає йому відремонтувати його та забезпечити енергію для роботи двигуна. Під час ремонту професор неодноразово чує ритмічні удари барабанів, які він чує все своє життя. Коли ракета готова до запуску, біженці-люди сідають на неї. Один із майбутників проникає на базу, на якій він відключає ракетну систему від живлення, наповнюючи приміщення ракетних пускових установок смертельною радіацією. Джек заходить усередину, щоб полагодити установки.
Поки Джек працює всередині, Доктор зізнається, що він відправив Джека навмисно через його безсмертя, яке Роуз надала Джеку. Джек готує ракету для запуску. Марта ненавмисно звертає увагу на наручний годинник професора, подібний до того, який перетворив Доктора з володаря часу на людину. Вона поспішає розповісти Доктору про годинник, коли професор чує голоси, що надходять від нього.
Доктор починає запуск ракети в той же час, коли професор відкриває годинник. Шалений Доктор біжить назад до кімнати управління, але професор запускає майбутників всередину бази. Чанто стикається з професором. Він відповідає, що його звати Майстер. Шанто і Майстер смертельно ранять один одного. Поранений Майстер знаходить TARDIS та перероджується там у молодшу форму. Майстер починає дематеріалізувати TARDIS, залишивши Доктора, Джека та Марту боротися з майбутниками

## Знімання епізоду
Епізод було анонсовано як першу частину трисерійної історії у випуску «Totally Doctor Who», який транслювався за день до трансляції епізоду. До цього в поновленому телесеріалі поєднувались в одну історію щонайбільше два епізоди. Пізніші довідкові матеріали, включаючи опитування щодо третього сезону у «Doctor Who Magazine», розглянули ці три епізоди як єдину трисерійну історію. Расселл Ті Девіс заявив, що розглядає «Утопію» як окрему історію, але зазначає, що визначення, чи є вона окремою історією, є довільним.

### Актори
Цей епізод є першим серед поновленого телесеріалу, в якому у вступній заставці згадані імена трьох акторів, які грали головні ролі: Девід Теннант, Фріма Аджимен та Джон Барроумен.
В даному епізоді роль професора Яни грає Дерек Джейкобі, роль якого є третім залученням актора до «Доктора Хто». Уперше він грав роль сценариста, який вважає себе Доктором, у аудіодрамі «Дедлайн» (англ. Deadline) від Big Finish Productions у вересні 2003 року. Вдруге він бере участь у телесеріалі у вебкасті «Крик шалка» (англ. The Scream of Shalka), який транслювався у листопаді-грудні 2003 року, де він грає андроїд-версію Майстра. У 2017 році Джейкобі повторив свою роль з «Утопії» в аудіодрамі «Майстер війни» (англ. The War Master). В епізоді також грає Ніл Рідман, який раніше грав роль Тома Броді в аудіодрамі «Смуга пам'яті» (англ. Memory Lane) з Восьмим Доктором, а також Роберт Форкнелл, який грає лорда Байрона у аудіодрамі «Компанія друзів» (англ. The Company of Friends) з Восьмим доктором.
Чіпо Чунг, яка грає Шанто, пізніше з'являється у ролі ворожки в епізоді «Поверни ліворуч» четвертого сезону. Пол Марк Девіс, який грає роль вождя майбутників, також грає роль Трікстера у епізодах «Що сталося з Сарою Джейн?», «Спокуса Сари Джейн Сміт» та «Весілля Сари Джейн» телесеріалу «Пригоди Сари Джейн» — спін-офу «Доктора Хто». Також він грає другорядну роль в епізоді «Наскрізні поранення» другого сезону телесеріалу «Торчвуд», а також головного злодія Коракінуса в телесеріалі «Клас».
Джон Белл виграв конкурс «Blue Peter» для того, щоби зіграти роль в епізоді.

### Саундтрек
Музику, спочатку складену для телесеріалу «Торчвуд», можна почути в епізоді: варіація музичної теми Торчвуду грає, коли Джек біжить до TARDIS. Також мотив грає, коли Джек лежить мертвим, зачепившись за TARDIS та пролетівши з ним крізь вихор часу. Мотив ударів барабанів нагадує музичну тему епізодів із П'ятим та наступними Докторами, створену Роном Грейнером та випущену Делією Дербішир.

## Трансляція епізоду та відгуки
Епізод «Утопія» уперше транслювався у Беликій Британії на телеканалі BBC One 16 червня 2007 року. За нічними оцінками його переглянуло 7,3 мільйонів глядачів. ПІсля урахування глядачів у режимі Time Shifted TV оцінки зросли до 7,84 мільйонів, унаслідок чого епізод став четвертою найбільш переглядуваною телепрограмою тижня на BBC One. Епізод отримав 87 балів за індексом оцінки.
Оглядач Тревіс Флікетт з IGN дав епізоду оцінку 8,4 з 10, назвавши його «пекельним способом розпочати фінальні епізоди сезону», особливо хвалячи те, як у ньому отримали важливість різні елементи з попередніх епізодів. Однак він критично відгукувався щодо початку епізоду, пишучи, що поява Джека Гаркнесса в епізоді була «трохи дурнуватою» та що «залишки цивілізації виглядали, ніби Шалений Макс відмовляється бути переслідуваним космічними вампірами». Річард Едвардс з SFX дав епізоду оцінку чотири зірки з п'яти, відчуваючи, що в епізоду був «мінімальний сюжет» та що він був частиною більшої історії, хвалячи передісторію Джека та повернення Майстра. Оглядач Мак Райт із «The Stage» мав змішані відчуття щодо «Утопії», погано відгукнувшись про перші 20 хвилин на планеті, але гарно про введення в епізод Дерека Якобі в ролі Яни, особливо розкриття його справжньої сутності. Його цікавило, як це сприймуть звичайні прихильники телесеріалу.
Епізод отримав схвальні відгуки за свої кліфгенгери. Чарлі Джейн Андерс на io9 назвала їх одними з найкращих кліфгенгерів телесеріалу. Морган Джеффері та Кріс Аллен з «Digital Spy» вибрали епізод одним з найкращих епізодів поновленого телесеріалу: Джеффері посилався на нього, як на «захоплюючу колекцію кліфгенгерів», а Аллен назвав його «відмінним кліфгенгером», який «піднімає „Утопію“ зі середньостатистичного епізоду до чогось зовсім іншого». Свівен Брук із «Гардіан» назвав його «одним з найкращих моментів усього сезону» у своєму огляді третього сезону.